# Pilštanj
Pilštanj – wieś w Słowenii, w gminie Kozje. W 2018 roku liczyła 115 mieszkańców.